# 江浦县
江浦县是原南京市下辖的一个县，现已撤销。江浦县东南倚长江，西北枕滁河，是南京的西北门户。

## 历史
明朝时，江浦县属应天府。原为六合县浦子口巡检司，洪武九年（1376年）六月，改为县，以和、滁二州及江宁县地益之。洪武二十五年（1392年）七月移於江北新开路口，仍置巡检司於旧治。东南滨大江，有江淮卫，洪武二十八年（1395年）正月置。又有西江口巡检司。
1949年4月25日，江浦县所属的浦镇、东门镇划归南京市，与原浦口并建为南京市两浦区。6月2日，复称南京市第八区。原江浦县隶属皖北人民行政公署滁县专署。1953年1月，江浦由安徽省划回江苏省，属扬州专区。1955年8月3日，第七区改名浦口区。1956年2月，江浦属镇江专区；1957年1月属扬州专区；1958年7月，属南京市；1962年6月，属扬州专区；1966年3月，划属六合专区；1971年3月，六合专区撤销，复属南京市。
2002年，江浦县、浦口区撤销，以原浦口区、江浦县行政区域设立新的浦口区。区府驻原江浦县城珠江镇（现为江浦街道）。